# Доброгорща
Доброгорща (укр. Доброгорща) — село в Хмельницком районе Хмельницкой области Украины.
Расположено в 25 км к юго-западу от Хмельницкого.
До 1584 года поселение называлолось Доброгоща, с середины XVII века — Доброгорща. 
Население по переписи 2001 года составляло 809 человек. Почтовый индекс — 31353. Телефонный код — 382. Занимает площадь 3,009 км². Код КОАТУУ — 6825081502.